# 董士廉 (北宋)
董士廉（?—?），常山（今属浙江）人，北宋政治人物。
為人風流倜儻。慶曆初年擔任永兴军节度推官。慶曆四年（1044年），任確山知縣。鄭戬主持陝西北軍事時派邊將劉滬築水洛城，又遣著作佐郎董士廉助之。不久，郑戬被免职，继任的泾原路钤辖尹洙下令放棄築城之舉，劉滬拒絕。尹洙命令张忠“往代之，又不受”。尹洙改派狄青将刘、董二人逮捕，入德顺狱，按軍律當斩。歐陽修、余靖等人皆上本陈说“利害”，為劉滬辯冤，力主恢復築城，皇帝采纳歐陽修的建议，將尹洙調職，並释放刘沪、董士廉，刘沪被派回水洛城，董士廉罚铜八斤后被调职。